# Barbara Banga-Schaad
Barbara Banga-Schaad (* 1963) ist eine Schweizer Politikerin.

## Leben
Barbara Banga-Schaad ist die Ehefrau von Boris Banga, dem ehemaligen Stadtpräsidenten von Grenchen und ehemaligen Nationalrat. Sie gehörte von 1997 bis 2009 dem Solothurner Kantonsrat an als Mitglied der SP. 
Am 24. Februar 2010 trat sie aus der Geschäftsleitung der SP des Kantons Solothurn sowie der SP der Amtei Solothurn-Lebern zurück, nachdem bekannt geworden war, dass anonyme beleidigende Äusserungen auf einem Blog vom privaten Computer des Ehepaars Banga aus getätigt worden waren.
Im April 2011 gab Banga-Schaad ihren Austritt aus der SP bekannt. Sie engagiert sich neu in der Tierpartei Schweiz (TPS) und kandidierte für diese  bei den Wahlen 2011 erfolglos sowohl für den Nationalrat wie auch für den Ständerat.
Banga-Schaad leitete bis 2014 eine städtische Kinderkrippe in Grenchen.